# Agonita mauliki
Agonita mauliki is een keversoort uit de familie bladkevers (Chrysomelidae). De wetenschappelijke naam van de soort werd in 1920 gepubliceerd door Raffaello Gestro.